# Anthony Newley
Anthony Newley (ur. 24 września 1931 w Londynie, zm. 14 kwietnia 1999 w Jensen Beach na Florydzie) – brytyjski wokalista, aktor i kompozytor.
Już jako dziecko wystąpił w kilku filmach. W 1948 zagrał w głośnej ekranizacji „Oliviera Twista” w reż. Davida Leana. W 1955 zadebiutował w musicalu Johna Granko Cranks.
W 1960 wydał pierwszą długogrającą płytę. W latach 1963–70 jego żoną była Joan Collins.
Najpopularniejsze nagrania: „Personality”, „If She Should Come to You”, „Why”, „And the Heaven's Cried”, „Do You Mind”.
Wraz z Lesliem Bricussem skomponował kilka musicali, m.in. Stop the World – I Want to Get Off (1961) z hitami:  „What Kind of Fool Am I?”, „Once in a Lifetime” i „Gonna Build a Mountain”. Byli też autorami piosenek: „The Candy Man” (1971), „Feeling Good” (1965), „Who Can I Turn To?” (1964).
Obaj też napisali słowa do kompozycji Johna Barry’ego „Goldfinger” (1964) do filmu z Seanem Connerym w roli Jamesa Bonda, wykonanej przez Shirley Bassey.